# إنمراخت (توبقال)
إنمراخت هي إحدى مشيخات المملكة المغربية، تتبع جغرافيا لإقليم تارودانت وإداريًا لتوبقال. يقدر عدد سكانها بـ 1983 نسمة حسب الإحصاء الرسمي للسكان والسكنى لسنة 2004.